# 双溪口炮台旧址
双溪口炮台旧址，位于中国广东省雷州市南兴镇草洋村东，2019年4月19日登錄為广东省文物保护单位。炮台位於南渡河和花桥水交匯處，故名「双溪口炮台」，炮台旁為双溪港。炮台建於洪武年間，清康熙二十六年（1687年）《海康縣誌》中双溪口炮台是雷州沿海八座炮台之一。